# مواتاتي
مواتاتي (بالسواحلية: Mwatate)‏ بلدة تقع في مقاطعة تايتا-تافيتا جنوب كينيا. وتعتبر هي عاصمة المقاطعة، مع أنها رابع أكبر مدينة فيها. ومن المراكز الحضرية الأخرى في المقاطعة فوي، وونداني، وتافيتا.

## الموقع
تقع مواتاتي جنوب كينيا، على بُعد 181 كم شمال غرب مدينة مومباسا المهمة، كما تبعد 354 كم عن العاصمة نيروبي، كما تبعد عن أكبر المدن في نفس المقاطعة فوي 26 كم.

## الأهمية
خلال فترة الاستعمار البريطاني لكينيا كانت مواتاتي مقرًا للقيادة العامة في المنطقة بأكملها وذلك بالفترة بين عامي (1900-1912)، ثم نُقل إلى مدينة فوي. كما يوجد بالقرب من البلدة أكبر مزرعة سيزال في كينيا وهي مزرعة تيتا للسيزال والتي تعتبر من أكبر مزارع السيزال في العالم، والأكبر في قارة أفريقيا. ويبلغ ارتفاع المدينة بالمتوسط 844 مترًا (2769 قدمًا) فوق مستوى سطح البحر.

## السكان

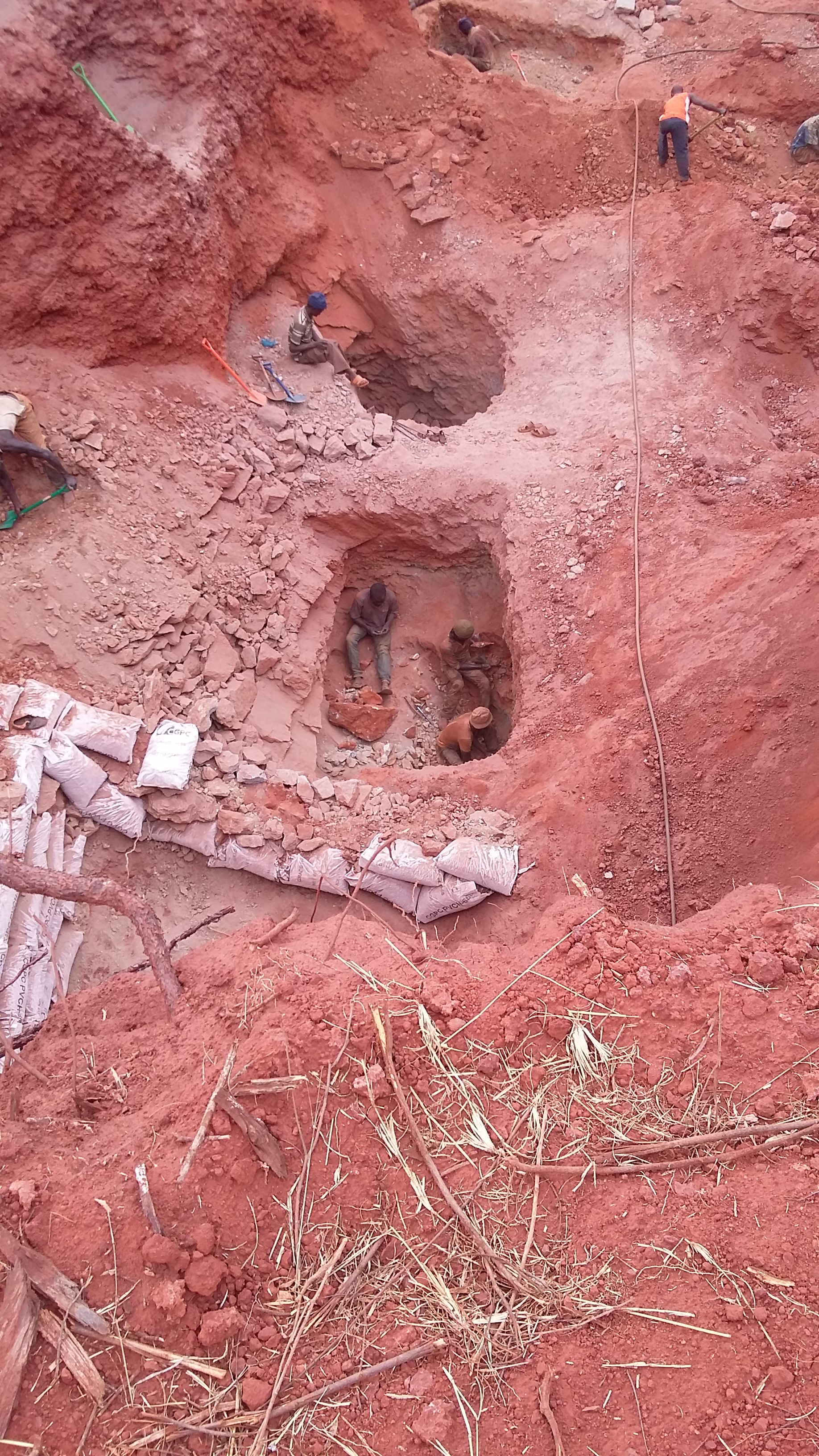
رجال يعملون في موقع بحث عن الأحجار الكريمة في مواتاتي

قُدِّر عدد سكان مقاطعة تايتا-تافيتا بـ 284,657 نسمة سنة 2011. وفي مايو 2015 قُدِّر عدد سكان بلدة مواتاتي بنسبة 1.95٪ من سكان المقاطعة، أي حوالي 5,551 نسمة. وقد ازداد عدد سكان البلدة في السنوات الأخيرة جزئيًا بسبب هجرة السكان إليها لتأسيس أعمال تجارية، وانجذاب آخرين إلى تجارة بيع وشراء حجر التسافوريت الثمين المزدهرة، والذي يُوجد بكثرة في المنطقة.